# Salomon Ephraim Blogg
Salomon Ephraim Blogg (שלמה בן אפרים בלאך), auch: Shelomoh ben Efrayim Blokh und zahlreiche Schreibvarianten wie Blog, Blok oder Bloch (geboren am 18. August 1779 in Nijmegen – nach anderen Angaben um 1778 oder um 1780; gestorben 11. Februar 1858 in Hannover) war ein deutscher jüdischer Gelehrter, Grammatiker, Liturgist, Lehrer, Autor und Herausgeber sowie Begründer der hebräischen Buchdruckerei bei Ernst August Telgener in Hannover.

## Leben

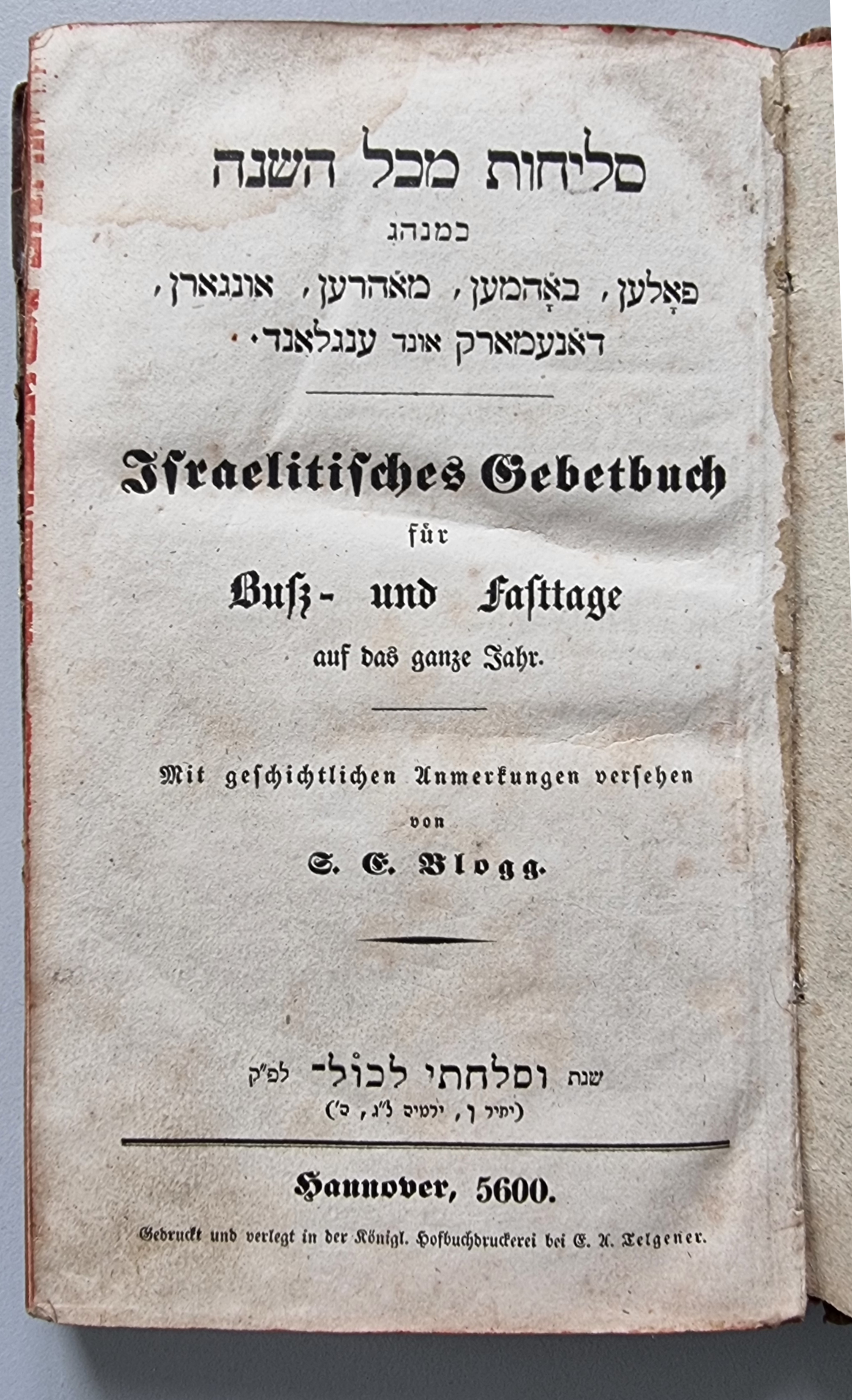
Innentitel von S. E. Bloggs 1840 (jüdische Zeitrechnung 5600) gegebenen Werks „Israelitisches Gebetbuch für Buß- und Fasttage [...],
Gedruckt und verlegt in der Königl. Hofbuchdruckerei bei E. A. Telgener“

Salomon Ephraim Blogg arbeitete unter anderem als Lehrer an der jüdischen Gemeindeschule in Hannover. Er publizierte zur jüdischen Sprache und Literatur sowie zu jüdischen Riten und Gebräuchen, etwa über den Talmud.
Nachdem Blogg bereits 1810 in Berlin eine Zusammenfassung der hebräischen Sprache gedruckt hatte und bereits 1813 in Hannover den Titel Erster Unterricht in der englischen Sprache veröffentlicht hatte, führte er 1827 in der hannoverschen Druckerei von Ernst August Telgener den hebräischen Buchdruck ein und war zugleich der Leiter dieser Abteilung.
In der Allgemeinen Zeitung des Judenthums von 1840 warben Ernst August Telgener als Königlicher Hofbuchdrucker und Salomon Ephraim Blogg als Herausgeber des israelitischen Gebetsbuches in hebräischer und deutscher Sprache auf ein und derselben Seite für ihre Dienste.
Salomon Ephraim Blogg hatte neun Töchter. Seine Tochter Rosa Blogg (gestorben 1889) war mit dem hannoverschen Rabbiner Isaak Jakob Krimke (1824–1886) verheiratet.

## Schriften (Auswahl)
- Abrégé de la Grammaire Hebraique, Berlin, 1810
- Erster Unterricht in der englischen Sprache, Hannover, 1813
- Moses, der Vertraute der Gottheit, Hannover, 1824
- Hebräische Grammatik für Anfänger, Hannover, 1825
- Kurzgefaßte Geschichte der hebräischen Sprache, vom Anfang der Welt bis auf unsere Tage. Telgener, Hannover 1825
- Geschichte der hebräischen Sprache und Literatur, nebst einem Anhang die Targumen betreffend. Telgener, Hannover 2. Auflage 1826 (Digital).
- Gründliche Beweise, wie der Jude bei einer Eidesleistung gesonnen ist. [Hannover] 1826 (Digital)
- Hebräische Grammatik für Anfänger. Hannover 1827.
- Tefillat ʿereb rōš ḥādāš han-niqrā jōm kippûr qāṭān. Telgener, Hannover 1828.
- „Sammlung aller Gebräuche, Observanzen und Gebetformeln der heutigen polnischen und deutschen Israeliten für das ganze Jahr.“ Ursprünglich verfaßt von Salm. London, aber bereichert und vielfach verdeutscht, Hannover, 1830
- Aedificium Salomonis, enthaltend eine vollständige Geschichte der hebräischen Sprache des Thalmuds und vieler merkwürdiger Begebenheiten des Alterthums, nebst Biographien. Telgener, Hannover 1831 (Digital)
- Reshit limudim oder: Elementar-Unterricht für die israelitische Jugend. Telgener, Hannover 1837. 3. Auflage 1863.
- Birkat Shelomoh, enṭhaltend, Birkat ha-mazon, Birkat ha-nehenin, Birkat ha-mazon le-niśuʼin ule-verit milah, seder Pidyon ha-ben, Sefirat ha-ʻomer, Ḳeriʼat Shemaʻ ʻal ha-miṭah, Seder Ḥanukah ṿe-Seder Purim. Telgener, Hannover 1841/42 (Digital)
- Chamischa Chumschei Tora. Telgener, Hannover 1842/43
- Sēfer ha-ḥayyîm. Israelitisches Gebet- und Erbauungsbuch. Gebete bei Krankheitsfällen, in einem Sterbehause und bei dem Besuche der Gräber von Verwandten. Betrachtungen und Lehrvorträge im Trauerhause und Zusammenstellung aller Trauer-Gebräuche (minhāgîm) und -Vorschriften (dînîm). Telgener, Hannover 1848. 2. Auflage 1856/57. 3. Auflage 1862. ... 10., vermehrte und verbesserte Auflage, bearbeitet von Abraham Sulzbach, Lehrberger, Frankfurt am Main-Rödelheim 1930 (11. Auflage = Nachdruck Goldschmidt, Basel [1983 ?])
- Sippûrîm, gesammelt aus dem Talmud, den Midraschim und anderen jüdischen Schriften. Telgener, Hannover 1851.
- Erzählung meiner Erlebnisse. Telgener, Hannover 1856.